# Чистий мат (пат)
|   | a | b | c | d | e | f | g | h |   |
| 8 | b8 чорна тура · f8 чорний король · g8 чорна тура · a7 чорний пішак · b7 чорний слон · c7 чорний пішак · d7 білий слон · e7 білий слон · f7 чорний пішак · h7 чорний пішак · b6 чорний слон · f6 білий пішак · c3 білий пішак · f3 чорний ферзь · a2 білий пішак · f2 білий пішак · g2 білий пішак · h2 білий пішак · d1 біла тура · g1 білий король | b8 чорна тура · f8 чорний король · g8 чорна тура · a7 чорний пішак · b7 чорний слон · c7 чорний пішак · d7 білий слон · e7 білий слон · f7 чорний пішак · h7 чорний пішак · b6 чорний слон · f6 білий пішак · c3 білий пішак · f3 чорний ферзь · a2 білий пішак · f2 білий пішак · g2 білий пішак · h2 білий пішак · d1 біла тура · g1 білий король | b8 чорна тура · f8 чорний король · g8 чорна тура · a7 чорний пішак · b7 чорний слон · c7 чорний пішак · d7 білий слон · e7 білий слон · f7 чорний пішак · h7 чорний пішак · b6 чорний слон · f6 білий пішак · c3 білий пішак · f3 чорний ферзь · a2 білий пішак · f2 білий пішак · g2 білий пішак · h2 білий пішак · d1 біла тура · g1 білий король | b8 чорна тура · f8 чорний король · g8 чорна тура · a7 чорний пішак · b7 чорний слон · c7 чорний пішак · d7 білий слон · e7 білий слон · f7 чорний пішак · h7 чорний пішак · b6 чорний слон · f6 білий пішак · c3 білий пішак · f3 чорний ферзь · a2 білий пішак · f2 білий пішак · g2 білий пішак · h2 білий пішак · d1 біла тура · g1 білий король | b8 чорна тура · f8 чорний король · g8 чорна тура · a7 чорний пішак · b7 чорний слон · c7 чорний пішак · d7 білий слон · e7 білий слон · f7 чорний пішак · h7 чорний пішак · b6 чорний слон · f6 білий пішак · c3 білий пішак · f3 чорний ферзь · a2 білий пішак · f2 білий пішак · g2 білий пішак · h2 білий пішак · d1 біла тура · g1 білий король | b8 чорна тура · f8 чорний король · g8 чорна тура · a7 чорний пішак · b7 чорний слон · c7 чорний пішак · d7 білий слон · e7 білий слон · f7 чорний пішак · h7 чорний пішак · b6 чорний слон · f6 білий пішак · c3 білий пішак · f3 чорний ферзь · a2 білий пішак · f2 білий пішак · g2 білий пішак · h2 білий пішак · d1 біла тура · g1 білий король | b8 чорна тура · f8 чорний король · g8 чорна тура · a7 чорний пішак · b7 чорний слон · c7 чорний пішак · d7 білий слон · e7 білий слон · f7 чорний пішак · h7 чорний пішак · b6 чорний слон · f6 білий пішак · c3 білий пішак · f3 чорний ферзь · a2 білий пішак · f2 білий пішак · g2 білий пішак · h2 білий пішак · d1 біла тура · g1 білий король | b8 чорна тура · f8 чорний король · g8 чорна тура · a7 чорний пішак · b7 чорний слон · c7 чорний пішак · d7 білий слон · e7 білий слон · f7 чорний пішак · h7 чорний пішак · b6 чорний слон · f6 білий пішак · c3 білий пішак · f3 чорний ферзь · a2 білий пішак · f2 білий пішак · g2 білий пішак · h2 білий пішак · d1 біла тура · g1 білий король | 8 |
| 7 | b8 чорна тура · f8 чорний король · g8 чорна тура · a7 чорний пішак · b7 чорний слон · c7 чорний пішак · d7 білий слон · e7 білий слон · f7 чорний пішак · h7 чорний пішак · b6 чорний слон · f6 білий пішак · c3 білий пішак · f3 чорний ферзь · a2 білий пішак · f2 білий пішак · g2 білий пішак · h2 білий пішак · d1 біла тура · g1 білий король | b8 чорна тура · f8 чорний король · g8 чорна тура · a7 чорний пішак · b7 чорний слон · c7 чорний пішак · d7 білий слон · e7 білий слон · f7 чорний пішак · h7 чорний пішак · b6 чорний слон · f6 білий пішак · c3 білий пішак · f3 чорний ферзь · a2 білий пішак · f2 білий пішак · g2 білий пішак · h2 білий пішак · d1 біла тура · g1 білий король | b8 чорна тура · f8 чорний король · g8 чорна тура · a7 чорний пішак · b7 чорний слон · c7 чорний пішак · d7 білий слон · e7 білий слон · f7 чорний пішак · h7 чорний пішак · b6 чорний слон · f6 білий пішак · c3 білий пішак · f3 чорний ферзь · a2 білий пішак · f2 білий пішак · g2 білий пішак · h2 білий пішак · d1 біла тура · g1 білий король | b8 чорна тура · f8 чорний король · g8 чорна тура · a7 чорний пішак · b7 чорний слон · c7 чорний пішак · d7 білий слон · e7 білий слон · f7 чорний пішак · h7 чорний пішак · b6 чорний слон · f6 білий пішак · c3 білий пішак · f3 чорний ферзь · a2 білий пішак · f2 білий пішак · g2 білий пішак · h2 білий пішак · d1 біла тура · g1 білий король | b8 чорна тура · f8 чорний король · g8 чорна тура · a7 чорний пішак · b7 чорний слон · c7 чорний пішак · d7 білий слон · e7 білий слон · f7 чорний пішак · h7 чорний пішак · b6 чорний слон · f6 білий пішак · c3 білий пішак · f3 чорний ферзь · a2 білий пішак · f2 білий пішак · g2 білий пішак · h2 білий пішак · d1 біла тура · g1 білий король | b8 чорна тура · f8 чорний король · g8 чорна тура · a7 чорний пішак · b7 чорний слон · c7 чорний пішак · d7 білий слон · e7 білий слон · f7 чорний пішак · h7 чорний пішак · b6 чорний слон · f6 білий пішак · c3 білий пішак · f3 чорний ферзь · a2 білий пішак · f2 білий пішак · g2 білий пішак · h2 білий пішак · d1 біла тура · g1 білий король | b8 чорна тура · f8 чорний король · g8 чорна тура · a7 чорний пішак · b7 чорний слон · c7 чорний пішак · d7 білий слон · e7 білий слон · f7 чорний пішак · h7 чорний пішак · b6 чорний слон · f6 білий пішак · c3 білий пішак · f3 чорний ферзь · a2 білий пішак · f2 білий пішак · g2 білий пішак · h2 білий пішак · d1 біла тура · g1 білий король | b8 чорна тура · f8 чорний король · g8 чорна тура · a7 чорний пішак · b7 чорний слон · c7 чорний пішак · d7 білий слон · e7 білий слон · f7 чорний пішак · h7 чорний пішак · b6 чорний слон · f6 білий пішак · c3 білий пішак · f3 чорний ферзь · a2 білий пішак · f2 білий пішак · g2 білий пішак · h2 білий пішак · d1 біла тура · g1 білий король | 7 |
| 6 | b8 чорна тура · f8 чорний король · g8 чорна тура · a7 чорний пішак · b7 чорний слон · c7 чорний пішак · d7 білий слон · e7 білий слон · f7 чорний пішак · h7 чорний пішак · b6 чорний слон · f6 білий пішак · c3 білий пішак · f3 чорний ферзь · a2 білий пішак · f2 білий пішак · g2 білий пішак · h2 білий пішак · d1 біла тура · g1 білий король | b8 чорна тура · f8 чорний король · g8 чорна тура · a7 чорний пішак · b7 чорний слон · c7 чорний пішак · d7 білий слон · e7 білий слон · f7 чорний пішак · h7 чорний пішак · b6 чорний слон · f6 білий пішак · c3 білий пішак · f3 чорний ферзь · a2 білий пішак · f2 білий пішак · g2 білий пішак · h2 білий пішак · d1 біла тура · g1 білий король | b8 чорна тура · f8 чорний король · g8 чорна тура · a7 чорний пішак · b7 чорний слон · c7 чорний пішак · d7 білий слон · e7 білий слон · f7 чорний пішак · h7 чорний пішак · b6 чорний слон · f6 білий пішак · c3 білий пішак · f3 чорний ферзь · a2 білий пішак · f2 білий пішак · g2 білий пішак · h2 білий пішак · d1 біла тура · g1 білий король | b8 чорна тура · f8 чорний король · g8 чорна тура · a7 чорний пішак · b7 чорний слон · c7 чорний пішак · d7 білий слон · e7 білий слон · f7 чорний пішак · h7 чорний пішак · b6 чорний слон · f6 білий пішак · c3 білий пішак · f3 чорний ферзь · a2 білий пішак · f2 білий пішак · g2 білий пішак · h2 білий пішак · d1 біла тура · g1 білий король | b8 чорна тура · f8 чорний король · g8 чорна тура · a7 чорний пішак · b7 чорний слон · c7 чорний пішак · d7 білий слон · e7 білий слон · f7 чорний пішак · h7 чорний пішак · b6 чорний слон · f6 білий пішак · c3 білий пішак · f3 чорний ферзь · a2 білий пішак · f2 білий пішак · g2 білий пішак · h2 білий пішак · d1 біла тура · g1 білий король | b8 чорна тура · f8 чорний король · g8 чорна тура · a7 чорний пішак · b7 чорний слон · c7 чорний пішак · d7 білий слон · e7 білий слон · f7 чорний пішак · h7 чорний пішак · b6 чорний слон · f6 білий пішак · c3 білий пішак · f3 чорний ферзь · a2 білий пішак · f2 білий пішак · g2 білий пішак · h2 білий пішак · d1 біла тура · g1 білий король | b8 чорна тура · f8 чорний король · g8 чорна тура · a7 чорний пішак · b7 чорний слон · c7 чорний пішак · d7 білий слон · e7 білий слон · f7 чорний пішак · h7 чорний пішак · b6 чорний слон · f6 білий пішак · c3 білий пішак · f3 чорний ферзь · a2 білий пішак · f2 білий пішак · g2 білий пішак · h2 білий пішак · d1 біла тура · g1 білий король | b8 чорна тура · f8 чорний король · g8 чорна тура · a7 чорний пішак · b7 чорний слон · c7 чорний пішак · d7 білий слон · e7 білий слон · f7 чорний пішак · h7 чорний пішак · b6 чорний слон · f6 білий пішак · c3 білий пішак · f3 чорний ферзь · a2 білий пішак · f2 білий пішак · g2 білий пішак · h2 білий пішак · d1 біла тура · g1 білий король | 6 |
| 5 | b8 чорна тура · f8 чорний король · g8 чорна тура · a7 чорний пішак · b7 чорний слон · c7 чорний пішак · d7 білий слон · e7 білий слон · f7 чорний пішак · h7 чорний пішак · b6 чорний слон · f6 білий пішак · c3 білий пішак · f3 чорний ферзь · a2 білий пішак · f2 білий пішак · g2 білий пішак · h2 білий пішак · d1 біла тура · g1 білий король | b8 чорна тура · f8 чорний король · g8 чорна тура · a7 чорний пішак · b7 чорний слон · c7 чорний пішак · d7 білий слон · e7 білий слон · f7 чорний пішак · h7 чорний пішак · b6 чорний слон · f6 білий пішак · c3 білий пішак · f3 чорний ферзь · a2 білий пішак · f2 білий пішак · g2 білий пішак · h2 білий пішак · d1 біла тура · g1 білий король | b8 чорна тура · f8 чорний король · g8 чорна тура · a7 чорний пішак · b7 чорний слон · c7 чорний пішак · d7 білий слон · e7 білий слон · f7 чорний пішак · h7 чорний пішак · b6 чорний слон · f6 білий пішак · c3 білий пішак · f3 чорний ферзь · a2 білий пішак · f2 білий пішак · g2 білий пішак · h2 білий пішак · d1 біла тура · g1 білий король | b8 чорна тура · f8 чорний король · g8 чорна тура · a7 чорний пішак · b7 чорний слон · c7 чорний пішак · d7 білий слон · e7 білий слон · f7 чорний пішак · h7 чорний пішак · b6 чорний слон · f6 білий пішак · c3 білий пішак · f3 чорний ферзь · a2 білий пішак · f2 білий пішак · g2 білий пішак · h2 білий пішак · d1 біла тура · g1 білий король | b8 чорна тура · f8 чорний король · g8 чорна тура · a7 чорний пішак · b7 чорний слон · c7 чорний пішак · d7 білий слон · e7 білий слон · f7 чорний пішак · h7 чорний пішак · b6 чорний слон · f6 білий пішак · c3 білий пішак · f3 чорний ферзь · a2 білий пішак · f2 білий пішак · g2 білий пішак · h2 білий пішак · d1 біла тура · g1 білий король | b8 чорна тура · f8 чорний король · g8 чорна тура · a7 чорний пішак · b7 чорний слон · c7 чорний пішак · d7 білий слон · e7 білий слон · f7 чорний пішак · h7 чорний пішак · b6 чорний слон · f6 білий пішак · c3 білий пішак · f3 чорний ферзь · a2 білий пішак · f2 білий пішак · g2 білий пішак · h2 білий пішак · d1 біла тура · g1 білий король | b8 чорна тура · f8 чорний король · g8 чорна тура · a7 чорний пішак · b7 чорний слон · c7 чорний пішак · d7 білий слон · e7 білий слон · f7 чорний пішак · h7 чорний пішак · b6 чорний слон · f6 білий пішак · c3 білий пішак · f3 чорний ферзь · a2 білий пішак · f2 білий пішак · g2 білий пішак · h2 білий пішак · d1 біла тура · g1 білий король | b8 чорна тура · f8 чорний король · g8 чорна тура · a7 чорний пішак · b7 чорний слон · c7 чорний пішак · d7 білий слон · e7 білий слон · f7 чорний пішак · h7 чорний пішак · b6 чорний слон · f6 білий пішак · c3 білий пішак · f3 чорний ферзь · a2 білий пішак · f2 білий пішак · g2 білий пішак · h2 білий пішак · d1 біла тура · g1 білий король | 5 |
| 4 | b8 чорна тура · f8 чорний король · g8 чорна тура · a7 чорний пішак · b7 чорний слон · c7 чорний пішак · d7 білий слон · e7 білий слон · f7 чорний пішак · h7 чорний пішак · b6 чорний слон · f6 білий пішак · c3 білий пішак · f3 чорний ферзь · a2 білий пішак · f2 білий пішак · g2 білий пішак · h2 білий пішак · d1 біла тура · g1 білий король | b8 чорна тура · f8 чорний король · g8 чорна тура · a7 чорний пішак · b7 чорний слон · c7 чорний пішак · d7 білий слон · e7 білий слон · f7 чорний пішак · h7 чорний пішак · b6 чорний слон · f6 білий пішак · c3 білий пішак · f3 чорний ферзь · a2 білий пішак · f2 білий пішак · g2 білий пішак · h2 білий пішак · d1 біла тура · g1 білий король | b8 чорна тура · f8 чорний король · g8 чорна тура · a7 чорний пішак · b7 чорний слон · c7 чорний пішак · d7 білий слон · e7 білий слон · f7 чорний пішак · h7 чорний пішак · b6 чорний слон · f6 білий пішак · c3 білий пішак · f3 чорний ферзь · a2 білий пішак · f2 білий пішак · g2 білий пішак · h2 білий пішак · d1 біла тура · g1 білий король | b8 чорна тура · f8 чорний король · g8 чорна тура · a7 чорний пішак · b7 чорний слон · c7 чорний пішак · d7 білий слон · e7 білий слон · f7 чорний пішак · h7 чорний пішак · b6 чорний слон · f6 білий пішак · c3 білий пішак · f3 чорний ферзь · a2 білий пішак · f2 білий пішак · g2 білий пішак · h2 білий пішак · d1 біла тура · g1 білий король | b8 чорна тура · f8 чорний король · g8 чорна тура · a7 чорний пішак · b7 чорний слон · c7 чорний пішак · d7 білий слон · e7 білий слон · f7 чорний пішак · h7 чорний пішак · b6 чорний слон · f6 білий пішак · c3 білий пішак · f3 чорний ферзь · a2 білий пішак · f2 білий пішак · g2 білий пішак · h2 білий пішак · d1 біла тура · g1 білий король | b8 чорна тура · f8 чорний король · g8 чорна тура · a7 чорний пішак · b7 чорний слон · c7 чорний пішак · d7 білий слон · e7 білий слон · f7 чорний пішак · h7 чорний пішак · b6 чорний слон · f6 білий пішак · c3 білий пішак · f3 чорний ферзь · a2 білий пішак · f2 білий пішак · g2 білий пішак · h2 білий пішак · d1 біла тура · g1 білий король | b8 чорна тура · f8 чорний король · g8 чорна тура · a7 чорний пішак · b7 чорний слон · c7 чорний пішак · d7 білий слон · e7 білий слон · f7 чорний пішак · h7 чорний пішак · b6 чорний слон · f6 білий пішак · c3 білий пішак · f3 чорний ферзь · a2 білий пішак · f2 білий пішак · g2 білий пішак · h2 білий пішак · d1 біла тура · g1 білий король | b8 чорна тура · f8 чорний король · g8 чорна тура · a7 чорний пішак · b7 чорний слон · c7 чорний пішак · d7 білий слон · e7 білий слон · f7 чорний пішак · h7 чорний пішак · b6 чорний слон · f6 білий пішак · c3 білий пішак · f3 чорний ферзь · a2 білий пішак · f2 білий пішак · g2 білий пішак · h2 білий пішак · d1 біла тура · g1 білий король | 4 |
| 3 | b8 чорна тура · f8 чорний король · g8 чорна тура · a7 чорний пішак · b7 чорний слон · c7 чорний пішак · d7 білий слон · e7 білий слон · f7 чорний пішак · h7 чорний пішак · b6 чорний слон · f6 білий пішак · c3 білий пішак · f3 чорний ферзь · a2 білий пішак · f2 білий пішак · g2 білий пішак · h2 білий пішак · d1 біла тура · g1 білий король | b8 чорна тура · f8 чорний король · g8 чорна тура · a7 чорний пішак · b7 чорний слон · c7 чорний пішак · d7 білий слон · e7 білий слон · f7 чорний пішак · h7 чорний пішак · b6 чорний слон · f6 білий пішак · c3 білий пішак · f3 чорний ферзь · a2 білий пішак · f2 білий пішак · g2 білий пішак · h2 білий пішак · d1 біла тура · g1 білий король | b8 чорна тура · f8 чорний король · g8 чорна тура · a7 чорний пішак · b7 чорний слон · c7 чорний пішак · d7 білий слон · e7 білий слон · f7 чорний пішак · h7 чорний пішак · b6 чорний слон · f6 білий пішак · c3 білий пішак · f3 чорний ферзь · a2 білий пішак · f2 білий пішак · g2 білий пішак · h2 білий пішак · d1 біла тура · g1 білий король | b8 чорна тура · f8 чорний король · g8 чорна тура · a7 чорний пішак · b7 чорний слон · c7 чорний пішак · d7 білий слон · e7 білий слон · f7 чорний пішак · h7 чорний пішак · b6 чорний слон · f6 білий пішак · c3 білий пішак · f3 чорний ферзь · a2 білий пішак · f2 білий пішак · g2 білий пішак · h2 білий пішак · d1 біла тура · g1 білий король | b8 чорна тура · f8 чорний король · g8 чорна тура · a7 чорний пішак · b7 чорний слон · c7 чорний пішак · d7 білий слон · e7 білий слон · f7 чорний пішак · h7 чорний пішак · b6 чорний слон · f6 білий пішак · c3 білий пішак · f3 чорний ферзь · a2 білий пішак · f2 білий пішак · g2 білий пішак · h2 білий пішак · d1 біла тура · g1 білий король | b8 чорна тура · f8 чорний король · g8 чорна тура · a7 чорний пішак · b7 чорний слон · c7 чорний пішак · d7 білий слон · e7 білий слон · f7 чорний пішак · h7 чорний пішак · b6 чорний слон · f6 білий пішак · c3 білий пішак · f3 чорний ферзь · a2 білий пішак · f2 білий пішак · g2 білий пішак · h2 білий пішак · d1 біла тура · g1 білий король | b8 чорна тура · f8 чорний король · g8 чорна тура · a7 чорний пішак · b7 чорний слон · c7 чорний пішак · d7 білий слон · e7 білий слон · f7 чорний пішак · h7 чорний пішак · b6 чорний слон · f6 білий пішак · c3 білий пішак · f3 чорний ферзь · a2 білий пішак · f2 білий пішак · g2 білий пішак · h2 білий пішак · d1 біла тура · g1 білий король | b8 чорна тура · f8 чорний король · g8 чорна тура · a7 чорний пішак · b7 чорний слон · c7 чорний пішак · d7 білий слон · e7 білий слон · f7 чорний пішак · h7 чорний пішак · b6 чорний слон · f6 білий пішак · c3 білий пішак · f3 чорний ферзь · a2 білий пішак · f2 білий пішак · g2 білий пішак · h2 білий пішак · d1 біла тура · g1 білий король | 3 |
| 2 | b8 чорна тура · f8 чорний король · g8 чорна тура · a7 чорний пішак · b7 чорний слон · c7 чорний пішак · d7 білий слон · e7 білий слон · f7 чорний пішак · h7 чорний пішак · b6 чорний слон · f6 білий пішак · c3 білий пішак · f3 чорний ферзь · a2 білий пішак · f2 білий пішак · g2 білий пішак · h2 білий пішак · d1 біла тура · g1 білий король | b8 чорна тура · f8 чорний король · g8 чорна тура · a7 чорний пішак · b7 чорний слон · c7 чорний пішак · d7 білий слон · e7 білий слон · f7 чорний пішак · h7 чорний пішак · b6 чорний слон · f6 білий пішак · c3 білий пішак · f3 чорний ферзь · a2 білий пішак · f2 білий пішак · g2 білий пішак · h2 білий пішак · d1 біла тура · g1 білий король | b8 чорна тура · f8 чорний король · g8 чорна тура · a7 чорний пішак · b7 чорний слон · c7 чорний пішак · d7 білий слон · e7 білий слон · f7 чорний пішак · h7 чорний пішак · b6 чорний слон · f6 білий пішак · c3 білий пішак · f3 чорний ферзь · a2 білий пішак · f2 білий пішак · g2 білий пішак · h2 білий пішак · d1 біла тура · g1 білий король | b8 чорна тура · f8 чорний король · g8 чорна тура · a7 чорний пішак · b7 чорний слон · c7 чорний пішак · d7 білий слон · e7 білий слон · f7 чорний пішак · h7 чорний пішак · b6 чорний слон · f6 білий пішак · c3 білий пішак · f3 чорний ферзь · a2 білий пішак · f2 білий пішак · g2 білий пішак · h2 білий пішак · d1 біла тура · g1 білий король | b8 чорна тура · f8 чорний король · g8 чорна тура · a7 чорний пішак · b7 чорний слон · c7 чорний пішак · d7 білий слон · e7 білий слон · f7 чорний пішак · h7 чорний пішак · b6 чорний слон · f6 білий пішак · c3 білий пішак · f3 чорний ферзь · a2 білий пішак · f2 білий пішак · g2 білий пішак · h2 білий пішак · d1 біла тура · g1 білий король | b8 чорна тура · f8 чорний король · g8 чорна тура · a7 чорний пішак · b7 чорний слон · c7 чорний пішак · d7 білий слон · e7 білий слон · f7 чорний пішак · h7 чорний пішак · b6 чорний слон · f6 білий пішак · c3 білий пішак · f3 чорний ферзь · a2 білий пішак · f2 білий пішак · g2 білий пішак · h2 білий пішак · d1 біла тура · g1 білий король | b8 чорна тура · f8 чорний король · g8 чорна тура · a7 чорний пішак · b7 чорний слон · c7 чорний пішак · d7 білий слон · e7 білий слон · f7 чорний пішак · h7 чорний пішак · b6 чорний слон · f6 білий пішак · c3 білий пішак · f3 чорний ферзь · a2 білий пішак · f2 білий пішак · g2 білий пішак · h2 білий пішак · d1 біла тура · g1 білий король | b8 чорна тура · f8 чорний король · g8 чорна тура · a7 чорний пішак · b7 чорний слон · c7 чорний пішак · d7 білий слон · e7 білий слон · f7 чорний пішак · h7 чорний пішак · b6 чорний слон · f6 білий пішак · c3 білий пішак · f3 чорний ферзь · a2 білий пішак · f2 білий пішак · g2 білий пішак · h2 білий пішак · d1 біла тура · g1 білий король | 2 |
| 1 | b8 чорна тура · f8 чорний король · g8 чорна тура · a7 чорний пішак · b7 чорний слон · c7 чорний пішак · d7 білий слон · e7 білий слон · f7 чорний пішак · h7 чорний пішак · b6 чорний слон · f6 білий пішак · c3 білий пішак · f3 чорний ферзь · a2 білий пішак · f2 білий пішак · g2 білий пішак · h2 білий пішак · d1 біла тура · g1 білий король | b8 чорна тура · f8 чорний король · g8 чорна тура · a7 чорний пішак · b7 чорний слон · c7 чорний пішак · d7 білий слон · e7 білий слон · f7 чорний пішак · h7 чорний пішак · b6 чорний слон · f6 білий пішак · c3 білий пішак · f3 чорний ферзь · a2 білий пішак · f2 білий пішак · g2 білий пішак · h2 білий пішак · d1 біла тура · g1 білий король | b8 чорна тура · f8 чорний король · g8 чорна тура · a7 чорний пішак · b7 чорний слон · c7 чорний пішак · d7 білий слон · e7 білий слон · f7 чорний пішак · h7 чорний пішак · b6 чорний слон · f6 білий пішак · c3 білий пішак · f3 чорний ферзь · a2 білий пішак · f2 білий пішак · g2 білий пішак · h2 білий пішак · d1 біла тура · g1 білий король | b8 чорна тура · f8 чорний король · g8 чорна тура · a7 чорний пішак · b7 чорний слон · c7 чорний пішак · d7 білий слон · e7 білий слон · f7 чорний пішак · h7 чорний пішак · b6 чорний слон · f6 білий пішак · c3 білий пішак · f3 чорний ферзь · a2 білий пішак · f2 білий пішак · g2 білий пішак · h2 білий пішак · d1 біла тура · g1 білий король | b8 чорна тура · f8 чорний король · g8 чорна тура · a7 чорний пішак · b7 чорний слон · c7 чорний пішак · d7 білий слон · e7 білий слон · f7 чорний пішак · h7 чорний пішак · b6 чорний слон · f6 білий пішак · c3 білий пішак · f3 чорний ферзь · a2 білий пішак · f2 білий пішак · g2 білий пішак · h2 білий пішак · d1 біла тура · g1 білий король | b8 чорна тура · f8 чорний король · g8 чорна тура · a7 чорний пішак · b7 чорний слон · c7 чорний пішак · d7 білий слон · e7 білий слон · f7 чорний пішак · h7 чорний пішак · b6 чорний слон · f6 білий пішак · c3 білий пішак · f3 чорний ферзь · a2 білий пішак · f2 білий пішак · g2 білий пішак · h2 білий пішак · d1 біла тура · g1 білий король | b8 чорна тура · f8 чорний король · g8 чорна тура · a7 чорний пішак · b7 чорний слон · c7 чорний пішак · d7 білий слон · e7 білий слон · f7 чорний пішак · h7 чорний пішак · b6 чорний слон · f6 білий пішак · c3 білий пішак · f3 чорний ферзь · a2 білий пішак · f2 білий пішак · g2 білий пішак · h2 білий пішак · d1 біла тура · g1 білий король | b8 чорна тура · f8 чорний король · g8 чорна тура · a7 чорний пішак · b7 чорний слон · c7 чорний пішак · d7 білий слон · e7 білий слон · f7 чорний пішак · h7 чорний пішак · b6 чорний слон · f6 білий пішак · c3 білий пішак · f3 чорний ферзь · a2 білий пішак · f2 білий пішак · g2 білий пішак · h2 білий пішак · d1 біла тура · g1 білий король | 1 |
|   | a | b | c | d | e | f | g | h |   |

Чистий мат — різновид позиції мату (пату) в шахах, в якому всі позиції навколо короля, якого атакують, зайняті фігурами того ж кольору, що й король, або знаходяться під атакою рівно однієї фігури.
Такий мат можемо спостерігати у знаменитій «вічнозеленій партії» Андерсена і Дюфреня, що відбулась у 1852 році. Фінальна позиція цієї партії показана на діаграмі справа.
Якщо у здійсненні чистого мату (пату) беруть участь всі фігури атакуючої сторони (крім, можливо, короля й пішаків), то такий мат є правильним.